# 高苑县
高苑县，中国古旧县名。“苑”又作“菀”。
西汉置，治所在今山东省邹平县东北苑城镇，属千乘郡。东汉属乐安国。三国时，曹魏为乐安郡治。西晋为乐安国治。南朝宋废。隋朝大业三年（697年），以会城县改名高苑县，治今高青县东南高城镇。属齐郡。唐属淄州。北宋景德三年（1006年）改置为宣化军，熙宁三年（1070年）复废军为县，属淄州。元朝至元二年（1265年）改属益都路。明、清属青州府。1948年与青城县合并，改设高青县。 